# Guanagazapa
Guanagazapa est une ville du Guatemala dans le département d'Escuintla.